# 尹子奇
尹子奇，唐朝安史之亂燕軍將領，官封河南節度使。率精兵十餘萬圍困睢陽；屢敗於張巡，還曾被南霽雲射瞎一眼。後不斷增兵，圍城近一載，終於攻破睢陽，張巡等悉為其所殺。後遭陳留百姓殺害。 

## 投靠安祿山
安祿山在取得唐玄宗的信任與寵愛後，在開元二十九年，官至營州都督；天寶元年升為平盧節度使；天寶三年，再兼范陽節度使、河北採訪使；十年，又兼河東節度使，掌握了今河北、遼寧西部、山西一帶的軍事、民政及財政大權。又受封為東平郡王 。
安祿山除了掌握大權外，還不忘培植自己的勢力；尹子奇就是於此時投靠並效忠他的。

## 安史之亂
天寶十四年，安祿山趁唐朝廷內部空虛腐敗，聯合同羅、奚、契丹、室韋、突厥等民族組成共約15萬士兵，號稱20萬，在薊城南郊（今北京西南）誓師，以「憂國之危，奉密詔討伐楊國忠以清君側」為藉口於范陽（今北京）起兵，實際上為向南進攻的叛唐行為。當時全國承平日久，民不知戰，河北州縣立即望風瓦解，當地太守、縣令或逃或降。

### 睢陽之戰
至德二年（757年）正月，安慶緒殺了父親安祿山，接掌大權。命尹子奇為河南節度使進攻睢陽，妄圖向江、淮方向發展，奪取富庶的江淮經濟重地。

#### 首次交鋒
同月二十五日，尹子奇率領媯州、檀州及同羅、突厥、奚族等兵，與楊朝宗部會合，以十幾萬大軍向睢陽進攻。睢陽太守許遠探知後，連忙向在寧陵的張巡告急。睢陽地處進入江淮的要衝，萬一失守，江淮一帶便不保。於是，張巡聞訊後，決定放棄寧陵，率兵與許遠合兵，共守睢陽。張巡僅有三千餘士兵，到睢陽與許遠合兵後，共有六千八百兵。
雖然燕軍佔有人數上的優勢，然而張巡親自督戰，激勵將士，晝夜苦戰，有時一日二十餘戰，仍然精力不減。在睢陽連戰十六日，死傷約殺敵兩萬餘人，燕軍初戰落敗，尹子奇連夜遁逃。

#### 二次圍攻
三月，尹子奇再次圍攻睢陽。張巡對部下說：「吾蒙上恩，敵若復來，正有死耳。諸君雖捐軀，而賞不直勛，以此痛恨！」將士們聽後，情緒激動，奮勇請戰。張巡殺牛宰羊，犒勞全軍，然後再率兵出戰。而後，許遠親在城樓擂鼓助威、張巡手執戰旗，親率將士直衝燕軍營壘，一鼓作氣把燕軍擊潰。唐軍斬燕將三十餘人，殺傷燕軍三千餘人，又乘勝追擊幾十里。第二天，燕軍再度兵臨城下。張巡屢次率兵出戰，時而晝夜交戰數十次，屢屢挫敗了燕軍進攻，但燕軍仍不放棄，不停圍城攻打。
五月，麥子成熟時。尹子奇判定睢陽在短期內時難以攻下的，於是他派兵把睢陽郊外的麥子全部割去，以斷唐軍糧源。
而後，尹子奇不斷增兵，攻城也更猛烈。張巡為了疲憊敵人，經常於夜間在城內鳴鼓整隊，假裝將要出擊。燕軍通宵達旦不敢休息，處於戒備狀態。天亮後，張巡卻停鼓息兵。燕軍在瞭望塔上瞭望城中，見毫無動靜，因一夜未睡，便解甲休息。在這懈怠鬆弛之際，張巡與南霽雲、雷萬春等十餘將，各領五十鐵騎從城門殺出，直衝燕軍兵營。以迅雷不及掩耳之勢直殺至尹子奇戰旗下，燕軍頓時兵營大亂。該役，巡軍斬燕軍五十餘人，殲敵五千餘人。燕軍銳氣大挫。
為了使燕軍退兵，張巡希望射殺燕軍主將尹子奇，只要燕軍群龍無首，必將退兵。但將士們都不認識尹子奇，無法辨認主將。於是，張巡命令以蒿草削作箭頭，射向燕軍。使被射中的燕軍士兵以為唐軍的箭頭已射完，便去報告尹子奇。張巡以此認出了尹子奇，即命手下南霽雲拉弓射殺尹子奇。南霽雲一箭正中尹子奇左眼。主將重傷，燕軍陷入混亂。張巡便率唐軍將士趁勢出城，差點生擒尹子奇。尹子奇帶傷敗逃。

#### 三次出兵
七月初六，尹子奇徵兵數萬，再次圍攻睢陽；得知城中糧盡後，加緊攻城。燕軍先是製造一座雲梯，上面部屬了二百精兵，推至城下，想令士兵跳入城內，然而張巡事先在城牆上鑿開三個洞。等待雲梯快臨近時，先從一洞中伸出一根大木，木頭末端上設置一鐵鉤，鉤住雲梯使不得退去，由從另一洞中出一根木頭，頂住雲梯使不得前進；在最後一洞中再伸出一大木，木頭上安置了一個鐵籠，籠中裝著火，焚燒雲梯，雲梯從中間被燒斷，梯上的士卒全部被燒死。
之後，尹子奇又造鉤車攻城。用鉤車的鉤子破壞城上的敵樓，鉤子所經之處，敵樓無不崩陷，但張巡準備一根大木。他在大木的末端安置了連鎖，並在鎖末安裝一個大鐵環。當鉤車又攻城時，守軍就用大木末端的鐵環套住鉤車的鉤頭，將鉤車拔入城內，折斷鉤車的鉤頭，再把車放掉。
而後，燕軍又造了木驢車攻城，但也被張巡以熔化的高溫鐵水灌入木驢，全部遭其燒毀。
後來，燕軍在睢陽城的西北角不斷堆砌沙土袋和木材，企圖構築成台階，作為登城之用。張巡一連扔了十多日的松明、乾草等易燃物於階道上。在燕軍未發現的狀況下，張巡選了個風向有利於的日子，出城與燕軍大戰，同時派人順風縱火焚燒台階，於是熊熊大火沖天燃起，燕軍無法救火，經過了二十多天大火才熄滅。之後，燕軍在城外挖了三道壕溝，並圍城設置木柵，想長期圍困守軍。而張巡則在城內挖了壕溝以防燕軍攻入。

#### 攻破睢陽
到了八月，睢陽城中僅剩六百多士兵。多數士兵都因飢餓而亡，生存者大都傷病乏力。唐軍不再出城襲擊，只在城上死守。在燕軍得知南霽雲出城討援兵無望之後，便圍攻得更加緊迫。
十月初九，燕軍攻上城頭，將士們已經疲病得不能戰鬥了，睢陽終於攻破。破城後，尹子奇見到張巡，問：「聞公督戰，大呼輒眥裂血面，嚼齒皆碎，何至是？」張巡回答：「吾欲氣吞逆敵，顧力屈耳。」尹子奇大怒，用刀撬開張巡的嘴巴，只見嘴裡僅有牙齒三四顆。張巡罵道：「我為君父死，爾附敵，乃犬彘也，安得久！」尹子奇佩服張巡的氣節，本想不殺他，但有部下勸阻道：「彼守節者也，終不為用。且得士心，存之，將為後患。」於是，尹子奇脅迫張巡投降，張巡始終不肯屈服，其餘大將三十六人，無一願降。於是尹子奇把張巡與南霽雲、雷萬春、姚誾等三十六人全數處死。

### 新店之戰
尹子奇在攻下睢陽後，帶著五萬大軍與安慶緒於陝西會合後，燕軍以十餘萬的兵力向唐軍對抗。然而，在唐軍夥同強力的回紇騎兵的支援包抄下，大敗。安慶緒、張通儒等劫殘軍走鄴郡。

## 死亡
新店之戰燕軍大敗後，百姓們聽聞唐軍收回了陝西境內的洛陽後，先前向燕軍投降的侍中陳希烈等三百人素服叩頭告罪，然而肅宗原諒了他們，並說：「公等脅汙，非反也，天子有詔赦罪，皆復而官。」原本害怕因先前投降燕軍而受罰的人民受此事鼓舞，再加上當時燕軍在陝西勢力已明顯弱於唐軍；這時尹子奇所鎮守的地方——陳留的居民，為了表示自己對於唐廷的效忠，並且為了保護自身，便杀死尹子奇、投降唐廷。